# Luisa Hrda
Luisa Hrda (* 8. Dezember 1999 in Teplice) ist eine deutsche Tennisspielerin.

## Karriere
Hrda spielt bislang vor allem auf der ITF Women’s World Tennis Tour, wo sie bisher zwei Titel im Doppel gewinnen konnte.
2014 bestritt sie in Aschaffenburg ihr erstes ITF-Turnier bei den Erwachsenen, konnte aber nicht ins Hauptfeld einziehen. Bis 2023 erreichte sie keine Hauptrunde im Einzel eines ITF-Turniers.
2023 gewann sie im September an der Seite von Yasmine Wagner ihren ersten ITF-Doppeltitel, wo sie auch erstmalig ein Viertelfinale im Einzel eines ITF-Turniers erreichen konnte.
2024 erreichte sie im März mit dem Erreichen der zweiten Runde beim W15 Monastir ihr erstes Ranking in der Einzelweltrangliste und stand mit Yasmine Wagner im Doppelfinale.
Im Juli erreichte sie zusammen mit Rhiann Newborn das Viertelfinale im Doppelwettbewerb der Schönbusch Open. Im September gewann sie ihren zweiten ITF-Doppeltitel. Im Dezember erreichten die beiden ein weiteres Finale beim W15 Stellenbosch, das sie gegen Sara Borkop und Dune Vaissaud mit 6:4, 1:6 und [6:10] verloren.

### College Tennis
2018 bis 2019 spielte Hrda für das Damentennisteam der Eagles der Georgia Southern University. 2019 bis 2023 spielte sie für die Flagler Saints des Flagler College. Im Oktober 2021 holte sie den ersten regionalen Titel im Einzel für ihre Universität und wurde 2022 und 2023 zweimal zur Athletin der Woche gekürt.

### Vereinstennis
Hrda spielte 2014 für den SC SAFO Frankfurt in der 2. Tennis-Bundesliga. 2022 spielte sie für den TC Bad Vilbel in der Hessenliga. Außerdem trat sie für den TC Schönbusch Aschaffenburg an.

## Turniersiege

### Doppel
| Nr. | Datum              | Turnier  | Kategorie | Belag     | Partnerin      | Finalgegnerinnen                          | Ergebnis  |
| --- | ------------------ | -------- | --------- | --------- | -------------- | ----------------------------------------- | --------- |
| 1.  | 2. September 2023  | Monastir | ITF W15   | Hartplatz | Yasmine Wagner | Alexandra Iordache Maria Vittoria Viviani | 7:5, 6:1  |
| 2.  | 21. September 2024 | Monastir | ITF W15   | Hartplatz | Viola Turini   | Angelica Raggi Tian Niehua                | 6:0, 7:63 |

## Persönliches
Luisa ist die Tochter von Gerrit Albert und Radka Hrda. Sie besuchte das Kurpfalz-Gymnasium in Mannheim und machte ihren College-Abschluss am Flegler College in Sportmanagement.